# Tjällmo landskommun
Tjällmo landskommun var en tidigare kommun i Östergötlands län.

## Administrativ historik
Den 1 januari 1863, när kommunalförordningarna började tillämpas, skapades över hela riket cirka 2 500 kommuner, varav 89 städer, 8 köpingar och resten landskommuner. Då inrättades i Tjällmo socken i Finspånga läns härad i Östergötland denna kommun.
År 1952 genomfördes den första av 1900-talets två genomgripande kommunreformer i Sverige. Denna påverkade inte Tjällmo, som kvarstod som egen kommun fram till 1974, då området gick upp i Motala kommun.
Kommunkoden 1952–73 var 0502.

### Kyrklig tillhörighet
I kyrkligt hänseende tillhörde kommunen Tjällmo församling.

## Geografi
Tjällmo landskommun omfattade den 1 januari 1952 en areal av 202,47 km², varav 191,38 km² land.

### Tätorter i kommunen 1960
I Tjällmo landskommun fanns tätorten Tjällmo, som hade 347 invånare den 1 november 1960. Tätortsgraden i kommunen var då 22,1 procent.

## Politik

### Mandatfördelning i valen 1938–1970
| 14 | 11 |

| 25 |

| 13 | 5 | 7 |

| 25 |

| 14 | 3 | 8 |

| 25 |

| 14 | 9 | 2 |

| 23 |

| 12 | 7 | 3 | 3 |

| 22 |

| 11 | 7 | 3 | 4 |

| 22 |

| 12 | 7 | 3 | 3 |

| 22 |

| 11 | 8 | 2 |  | 3 |

| 22 |

| 11 | 9 |  |  | 3 |

| 21 | 4 |